# 合作社集團
合作社集團（The Co-operative Group），常簡稱為The Co-op，是英國的一家消费者合作社，提供食品、金融、保險、法律等服務，在英國各地共有4,200個據點，總部位於曼徹斯特。

## 外部連結
- 官方网站